# What do you want? Me to go back to my plane and go back to France?

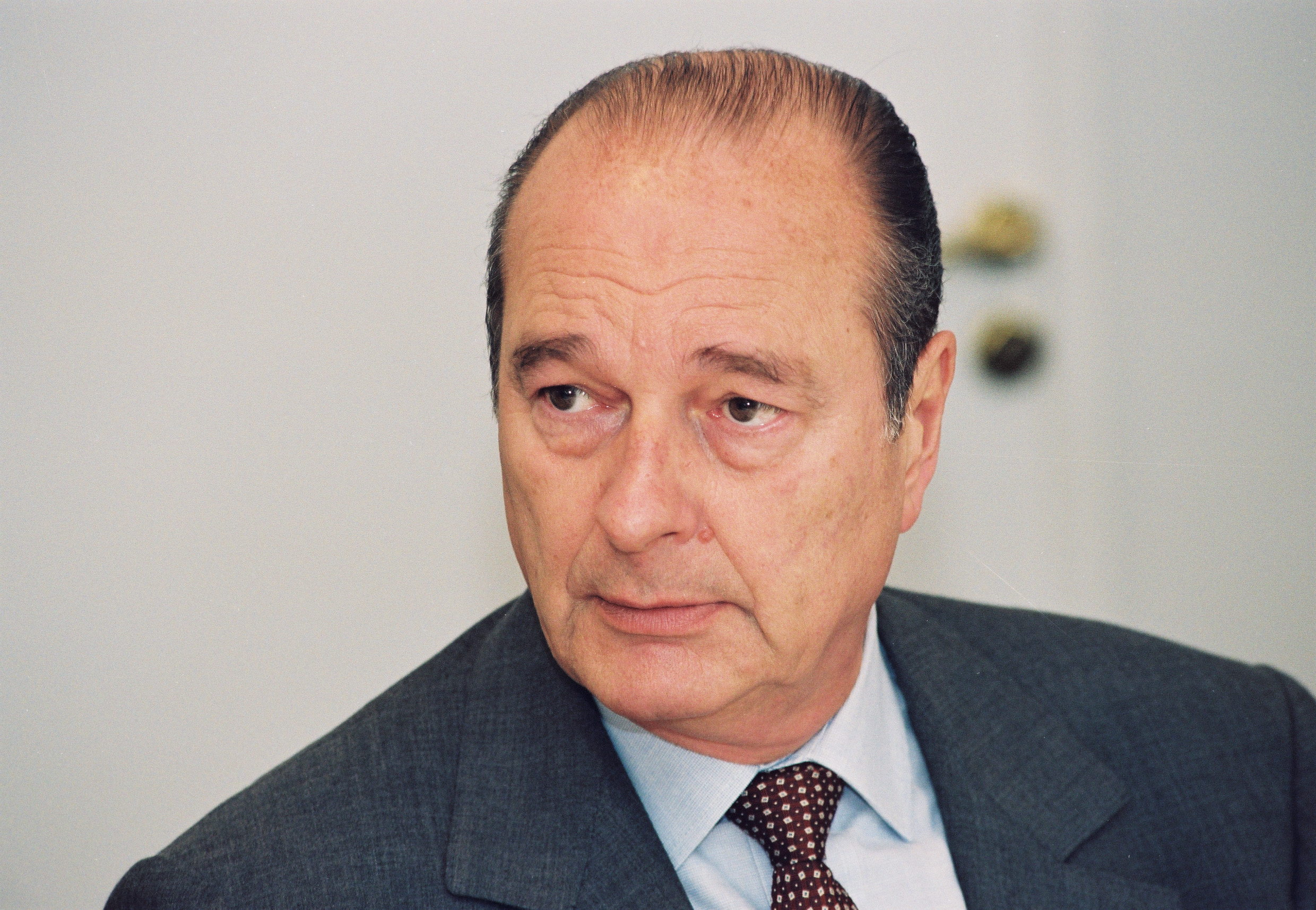
Jacques Chirac en 1997.

« What do you want? Me to go back to my plane and go back to France? » (« Qu'est-ce que vous voulez ? Que je retourne dans mon avion pour rentrer en France ? ») est l'extrait d'une apostrophe prononcée, en anglais approximatif, par Jacques Chirac, président de la République française, à des membres de la sécurité israélienne, lors d'un voyage officiel à Jérusalem, le 22 octobre 1996.

## Citation entière et circonstances

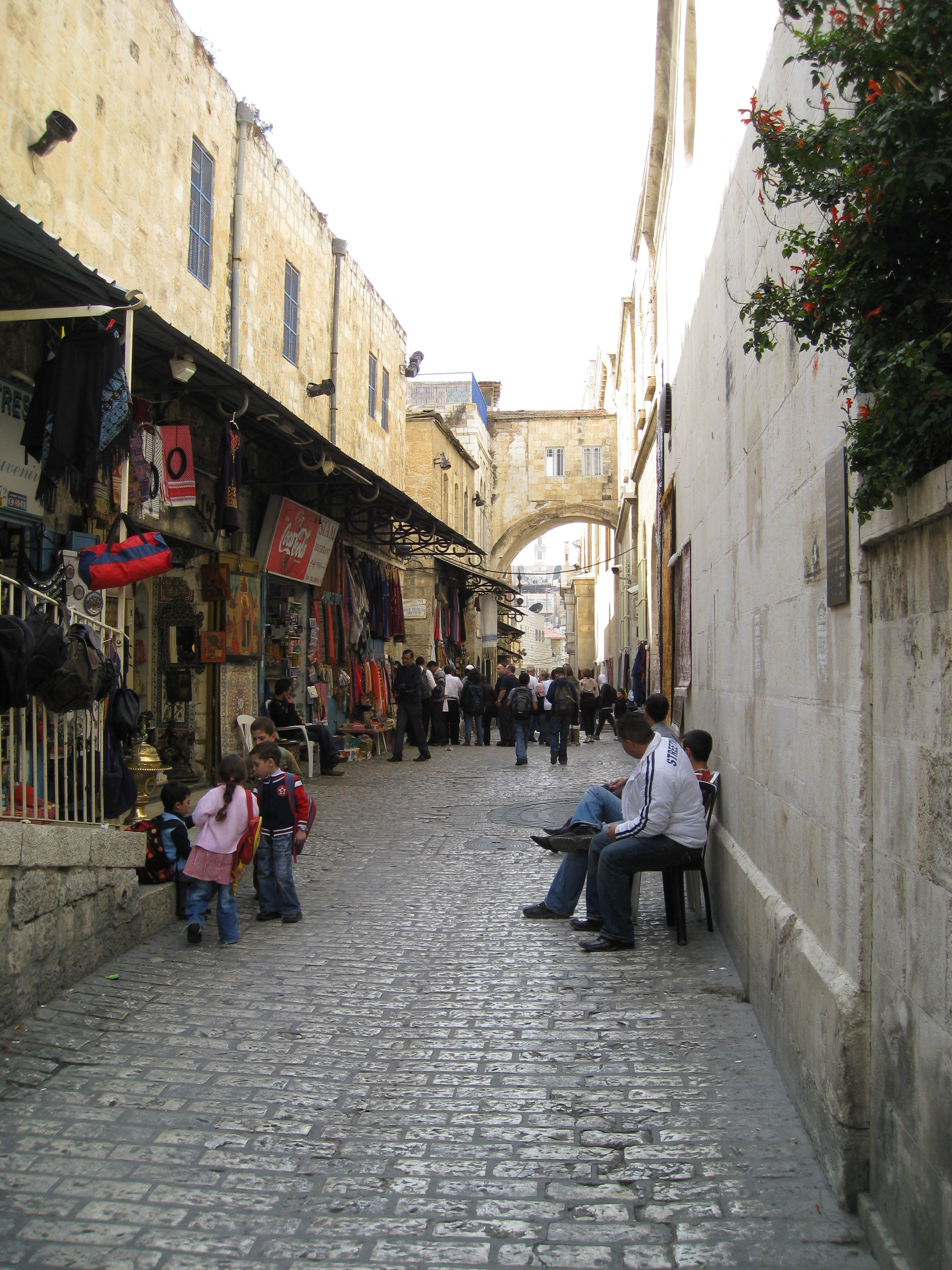
Via Dolorosa.

Le texte entier de cette apostrophe (ou petite phrase), tel qu'il a été retranscrit par la presse écrite de l'époque se présente ainsi :

« Qu'est-ce qu'il y a encore comme problème ? Je commence à en avoir assez ! What do you want? Me to go back to my plane and go back to France, is that what you want? Then let them go. Let them do. No that's… no, no danger, no problem. This is not a method. This is provocation. That is provocation. Please you stop now. Bonjour ! »

C'est lors de sa visite à Jérusalem et accompagné d'un grand nombre de journalistes, le 22 octobre 1996, que le président Jacques Chirac déclare cette apostrophe à un membre de la sécurité israélienne alors qu'il tente d'aller saluer des personnes placées sur son parcours (qui emprunte en grande partie Via Dolorosa, situé dans le quartier musulman de la ville). En effet, la plupart d'entre elles, d'origine palestinienne, sont venues à sa rencontre et le service d'ordre israélien pose apparemment de sérieux problèmes, l'empêchant ainsi d'aller à la rencontre de ces personnes.
Selon le journaliste Pierre Haski, reporter pour Libération, les gardes-frontières israéliens « bloquaient chacune des ruelles et empêchaient Jacques Chirac d'avoir le moindre contact avec les Palestiniens ». Haski attribue ce choix israélien à la réputation pro-arabe de Chirac dans le conflit israélo-arabe, le but étant selon lui « d'empêcher Chirac de serrer des mains et d'embrasser la foule, comme il aime le faire ». En raison de la bousculade qui en est la conséquence, Chirac va cette fois s'emporter contre le premier agent israélien devant lui.
Quelques instants plus tard devant l'église Sainte-Anne de Jérusalem, un nouvel incident se produit car des soldats israéliens sont présents dans cet édifice qui fait partie du Domaine national français en Terre sainte. Chirac demande alors aux policiers israéliens armés de sortir de cet édifice religieux.
Chirac est ensuite invité à l'hôtel King David par le Premier ministre israélien, Benyamin Netanyahou, qui lui présente ses excuses, expliquant le comportement des forces de sécurité par le souvenir de l'assassinat d'Yitzhak Rabin moins d'un an plus tôt. Chirac déclare alors qu'il considère l'incident comme clos.

## Postérité et évocation

### Au niveau médiatique
Considérée comme une « phrase culte », cette apostrophe lancée dans le feu de l'action reste, pour de nombreux organes de presse, une des citations les plus célèbres de l'ancien président de la République française,,,. L'extrait du journal de 20 heures de France 2 qui montre l'événement est la vidéo de Chirac la plus consultée sur le site web de l'Institut national de l'audiovisuel au lendemain de la mort de l'ancien président en septembre 2019.

### Au niveau politique
Cette phrase a valu à Jacques Chirac une grande popularité dans le monde arabe au cours des semaines qui ont suivi, l'opinion arabe appréciant que le président français rabroue des membres de la sécurité israélienne considérés comme trop rigides.
Dans Mémoire de paix pour temps de guerre en 2016, Dominique de Villepin écrit au sujet de Chirac dont il a été le Premier ministre  : « Partout, il prenait la défense des plus faibles, avocat des Indiens de l'Altiplano ou de la cause palestinienne à Jérusalem, menaçant les agents de sécurité israéliens, excédé par leur brutalité : « What do you want? Me to go back to my plane and go back to France? » Ce Chirac-là, hors de tout calcul, de tout protocole, est bien celui que le monde aime. Un homme libre, épris de justice, refusant les contraintes du prêt-à-penser. »